# Managua
Managua är huvudstad, största stad och en kommun i Nicaragua, med 1 028 808 invånare i kommunen (2012). Den ligger på Managuasjöns sydöstra strand i departementet med samma namn. Managua ligger rakt över en förkastningslinje i jordskorpan och drabbades den 23 december 1972 av en kraftig jordbävning som ödelade större delen av staden.

## Geografi

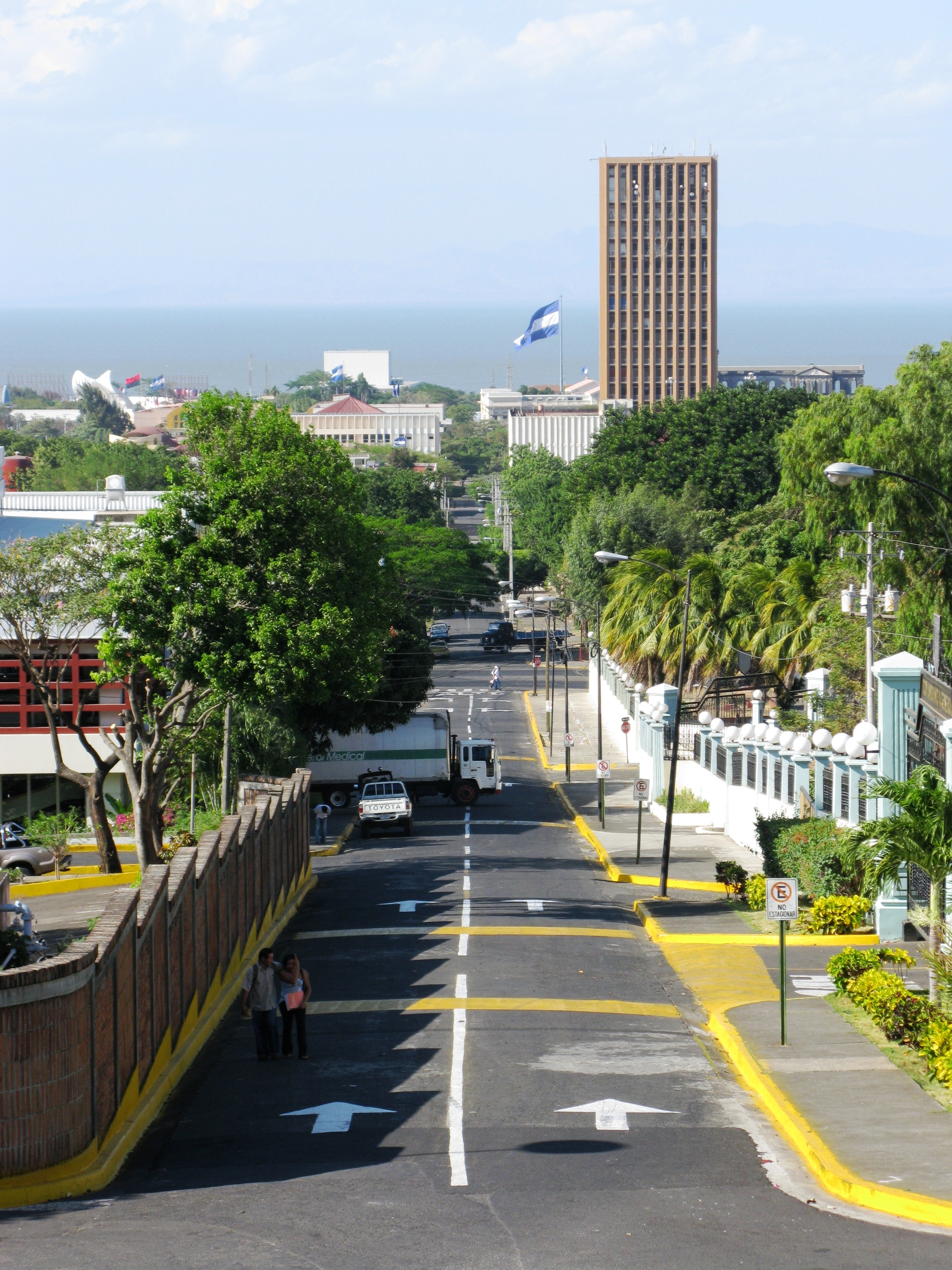
Avenida Roosevelt

Managua gränsar till kommunerna Tipitapa och Nindirí i  öster, Ticuantepe och El Crucero i söder, Villa Carlos Fonseca och Ciudad Sandino i väster, samt till Managuasjön i norr. År 2000 separerades Ciudad Sandino och El Crucero från Managua för att bilda egna kommuner.

## Historia
Managua var ett av de många indiansamhällen som redan existerade vid tiden för spanjorernas erövring av Nicaragua. Gonzalo Fernandez de Oviedo anger 1525 att Managua var det största samhället i landet med 10 000 krigare och 40 000 invånare. Tre år senare, år 1528, anger han att det istället var den ödsligaste platsen i landet med endast 1 000 invånare, efter att ha drabbats av de infektionssjukdomar som européerna fört med sig. Prästen Fray Francisco de Bobadilla besökte platsen år 1528 då han döpte 1 116 personer. Vid landets första folkräkning år 1548 hade Managua 1 087 invånare.
Managua växte sakta upp igen men den hade en mycket begränad betydelse under kolonialtiden. År 1751 fanns det dock fem kyrkor i Managua, inklusive församlingskyrkan dedikerad till Santiago. Under självständighetskampen 1811 var Managua lojal mot den spanska kronan, och 1819 fick Managua rangen av villa, med namnet Villa Leal de Santiago de Managua (leal=lojal). År 1846 fick Managua rangen av stad (ciudad).
Efter lånvariga strider mellan landets två dominerande städer, León och Granada, som båda gjorde anspråk på att vara landets huvudstad, blev istället Managua huvudstad år 1857. Detta var en kompromiss då Managua ligger mellan León och Granada. År 1867 hade dock Managua bara 7 000 invånare, vilket var betydligt mindre än Leóns 24 000, Granadas 10 000 och Masayas 12 000. År 1917 hade stadens befolkning växt till 45 000 invånare.
Managua drabbades av en kraftig jordbävning den 31 mars 1931 och ytterligare en den 23 december 1972 som ödelade större delen av staden.

## Transporter
Den Panamerikanska landsvägen passerar Managua. Ska man sydost mot Costa Rica måste man lämna huvudstaden västerut och ska man åt nordväst mot Honduras måste man lämna staden åt öster.
Managua har bussförbindelser med alla departmentshuvudorter, många andra kommuner, samt till grannländerna Costa Rica och Honduras. De fyra viktigaste busstationerna är Mercado Roberto Humbres, Mercado Israel Lewites, Mercado de Mayoreo och Frente a la UCA.
Managua har landets enda internationella flygplats, Aeropuerto Internacional Augusto C. Sandino, i den östra utkanten av staden. Flygplatsen har reguljär utrikes flygtrafik till Costa Rica, Panama, El Salvador, Mexiko, Kuba och Förenta Staterna och inrikes till Bluefields, Bilwi och Corn Island vid Karribiska kusten.

## Näringsliv
På Universidad Centroamericana hölls 2012 den 13e årliga konferensen Debconf för operativsystemet Debian.

## Utbildning
Efter en framgångsrik kampanj förklarades Managua 2007 vara den första centralamerikanska staden utan analfabetism.

## Kultur
I Managua finns det en kongresshall uppkallad efter Olof Palme.

## Kända personer (kronologiskt)
- Edith Grøn (1917-1990), skulptör
- Miguel Obando y Bravo (1926-2018), ärkebiskop och kardinal
- Bianca Jagger (1945-), människorättsaktivist
- Arnoldo Alemán (1946-), president och borgmästare
- Gioconda Belli (1948-), poet, författare och revolutionär
- Oscar Danilo Blandón (1951-), narkotikasmugglare
- Daisy Zamora (1951-), poet, feminist och revolutionär
- Alexis Argüello (1952-2009), boxare och borgmästare
- Dalia Tórrez Zamora (1990-), simmare
- Miguel Mena (1997-), simmare

## Vänorter
| - Amsterdam, Nederländerna - Bogotá, Colombia - Caracas, Venezuela - Guatemala City, Guatemala - Madison, Wisconsin, USA - Madrid, Spanien - Manchester, Storbritannien - Miami, Florida, USA - Montélimar, Frankrike - Panama City, Panama | - Quito, Ecuador - Rans, Frankrike - Rio de Janeiro, Brasilien - Santiago de Chile, Chile - San José, Costa Rica - San Pedro Sula, Honduras - San Salvador, El Salvador - Taipei, Taiwan - Valencia, Spanien |